# Fernmeldekraftwagen

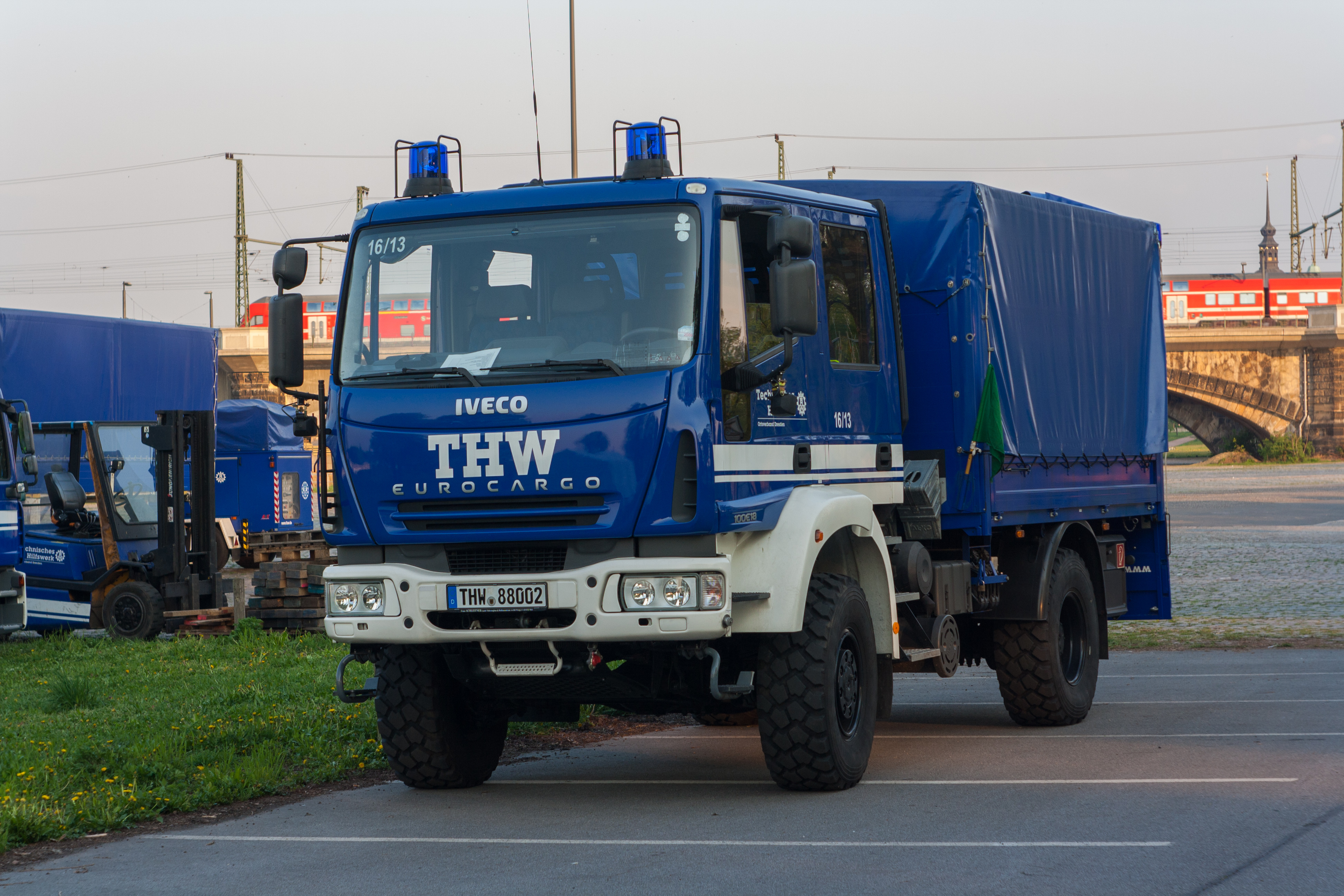
Fernmeldekraftwagen

Der Fernmeldekraftwagen (FmKw) gehört in Deutschland zur Fachgruppe Führung/Kommunikation des Technischen Hilfswerks.

## Ausrüstung
- ein 4-m-Band-Sprechfunkgerät
- Feldmäßiges Kommunikationssystem AWITEL
- Feldmäßiges Kommunikationssystem OB (10er-Vermittlung, 10 Feldfernsprecher FF54)
- 8 Trommeln Feldkabel à 800 m (2 Adern)
- 6 Trommeln Feldfernkabel à 400 m (4 Adern)
- 4 Trommeln Anschlusskabel à 250 m (20 Adern)
- Werkzeug
- Absperrmaterial
- Wetterschutzbekleidung
- Warnwesten
- Arbeitsschutzausstattung

## Aufgaben
Das Fahrzeug dient zum Transport des Fernmeldetrupps (1 + 6 Sitzplätze) und hat 3 Tonnen Nutzlast. Seine Ausrüstung soll es ermöglichen, eine autarke, also unabhängige Telefonleitung auch über weite Strecken und in entlegenen Regionen zur Kommunikation zu verlegen. Außerdem soll es möglich sein, Wählanschlüsse abzuholen und zu verlängern, feste Netze zu bauen und zu unterhalten, Zuleitungen für Richtfunk bzw. drahtlose Wählnetze zu bauen und feldmäßige Wählnetze einzurichten sowie DSL-Verbindungen zu erstellen.